# 広島県立大崎海星高等学校

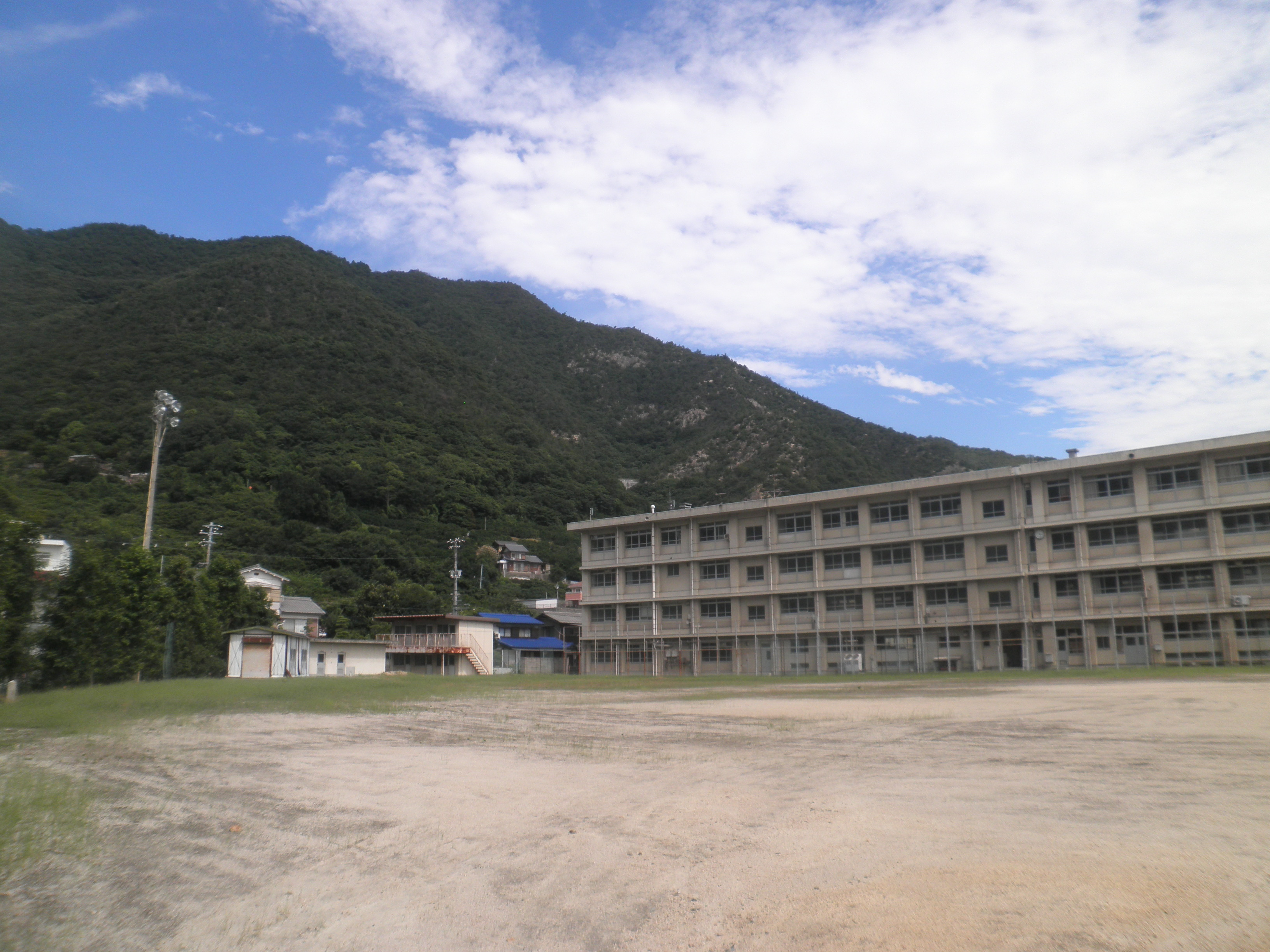
木江校舎

広島県立大崎海星高等学校（ひろしまけんりつ おおさきかいせい こうとうがっこう）は、広島県豊田郡大崎上島町中野に所在する公立の高等学校。
同校は1998年に広島県立大崎高等学校と広島県立木江工業高等学校が統合して開校した高校であるが、1949年から1969年まではひとつの高校であった。「海星高校」は三重県と長崎県にも存在するが、両校とも私立高等学校である。

## 設置学科
- 普通科

## 沿革

### 広島県立大崎高等学校
- 1927年（昭和2年）3月 - 豊田郡中野村立広島県芸陽実科高等女学校として設立認可。修業年限2年。
- 1929年（昭和4年）4月 - 補修科（修業年限1年）の設置認可。
- 1933年（昭和8年）3月 - 修業年限4年の実科高等女学校として認可。
- 1943年（昭和18年）4月 - 実科制を廃し、広島県芸陽高等女学校とする。補習科を専攻科と改称。
- 1948年（昭和23年）
  - 5月 - 学制改革により広島県中野村立芸陽高等学校となる。
  - 6月 - 広島県忠海東高等学校下島分校が開校（昼間定時制課程）。大長村及び久友村久比に教場を置く。広島県中野村立芸陽高等学校の県移管を実施、広島県立木江工業高等学校に吸収し広島県立甲陽高等学校と改称。全日制課程普通科・生活科・機械科・造船科、定時制課程を併設。
- 1949年（昭和24年）4月 - 高校三原則に基づく高等学校再編成により広島県大崎高等学校と改称。全日制課程普通科・生活科・造船科、定時制中心校（普通科）、下島分校（農業科・生活科）を設置。
- 1953年（昭和28年）4月 - 広島県立広島皆実高等学校の造船科を吸収。
- 1957年（昭和32年）4月 - 下島分校農業科を園芸科に改称。
- 1960年（昭和35年）5月 - 下島分校を県に移管。
- 1961年（昭和36年）4月 - 生活科を家政科と改称。
- 1962年（昭和37年）4月 - 下島分校を定時制課程から全日制課程に移行。
- 1963年（昭和38年）4月 - 全日制課程に機械科を増科。
- 1968年（昭和43年）10月 - 広島県立大崎高等学校と改称。
- 1969年（昭和44年）4月 - 木江工業科独立し広島県立木江工業高等学校となる。
- 1972年（昭和47年）4月 - 下島分校、園芸科を廃止し普通科を設置。
- 1978年（昭和53年）4月 - 下島分校が独立し広島県立豊高等学校となる。
- 1997年（平成9年）4月 - 家政科の募集を停止。

### 広島県立木江工業高等学校
- 1919年（大正8年）6月 - 広島県豊田郡立造船徒弟学校として設立許可。
- 1921年（大正10年）1月 - 広島県豊田郡木江造船工手学校と改称。
- 1923年（大正12年）4月 - 広島県に移管し、広島県立商船学校分校木江造船工手学校と改称。
- 1929年（昭和4年）4月 - 製図科・木工科を設置。
- 1934年（昭和9年）3月 - 広島県立木江造船学校と改称。製図科・木工科を廃止し、造船分科・航空機分科を設置。
- 1941年（昭和16年）4月 - 造船分科・航空機分科を独立させ、造船科・航空科を設置。
- 1943年（昭和18年）7月 - 広島県立木江工業学校と改称。
- 1945年（昭和20年）10月 - 航空科を機械科に変更。
- 1948年（昭和23年）
  - 5月 - 学制改革により広島県木江工業高等学校となる。
  - 9月 - 中野村立芸陽高等学校を吸収し、広島県甲陽高等学校と改称。造船科・機械科・普通科・生活科と定時制を設置。
- 1949年（昭和24年）4月 - 広島県下高等学校再編成により、甲陽高等学校を母体として広島県大崎高等学校となる。全日制課程普通科・生活科・造船科、定時制課程普通科、下島分校（農業科・生活科）を設置。
- 1953年（昭和28年）4月 - 広島県立広島皆実高等学校の造船科を吸収。
- 1963年（昭和38年）4月 - 機械科を設置。
- 1968年（昭和43年）10月 - 広島県立大崎高等学校と改称。
- 1969年（昭和44年）4月 - 広島県立大崎高等学校の工業課程が分離独立し広島県立木江工業高等学校となる。

### 広島県立大崎海星高等学校
- 1998年（平成10年）4月 - 広島県立大崎高等学校・広島県立木江工業高等学校の両校を統合し、新校名を広島県立大崎海星高等学校とする。造船科・機械科を募集停止し総合学科（4系列）を設置。
- 2010年（平成22年） - 総合学科の募集を停止し、普通科に学科改編。
- 2012年（平成24年） - 総合学科を廃止。